# Cerianthus orientalis
Cerianthus orientalis är en korallart som beskrevs av Addison Emery Verrill 1866. Cerianthus orientalis ingår i släktet Cerianthus och familjen Cerianthidae. Inga underarter finns listade i Catalogue of Life.